# Forcella del Picco
Forcella del Picco (Birnlücke in tedesco) è un valico alpino di 2.665 m s.l.m. posto sul confine tra l'Italia e l'Austria. Collega la valle Aurina con la Krimmler Achental.

## Nome
Il nome Birnlücke proviene da una deformazione della antica denominazione Pyrlücke (attestata ancora nel 1888), che a sua volta era connessa con l'antico idronimo Pirra (attestata già in tarda età carolingia, nel 893) o Birlbach dell'Aurino. La forma italiana è stata introdotta solamente nel primo Novecento nel contesto dell'italianizzazione dell'Alto Adige.

## Posizione
Dal punto di vista orografico la forcella si trova nelle Alpi dei Tauri occidentali e separa le Alpi della Zillertal dagli Alti Tauri. Il passo è dominato dall'imponente Picco dei Tre Signori e dal suo ghiacciaio.
Nei pressi del valico vi è il rifugio Brigata Tridentina (2.441 m). Poco a nord-ovest del passo vi è la Vetta d'Italia.